# Narodowa Partia Hongkongu
Narodowa Partia Hongkongu (ang. Hong Kong National Party, chiń. 香港民族黨) – partia polityczna o profilu nacjonalistycznym i niepodległościowym w Hongkongu.
Narodowa Partia Hongkongu powstała w reakcji na tak zwaną parasolową rewolucję z 2014 roku, która była pokojowym protestem przeciwko działaniom rządu Chińskiej Republiki Ludowej, który sprzeciwiał się całkowicie wolnym wyborom przewodniczącego autonomii. Efektem protestów był wzrost nastrojów antychińskich w Hongkongu. NPH powstała w reakcji na te zdarzenia jako partia nacjonalistyczna i niepodległościowa, jej przewodniczącym został Andy Chan. Partia domagała się dla Hongkongu prawa do decydowania o własnej przyszłości i krytykowała rząd ChRL za kolonialną politykę wobec autonomii, która miała zdaniem jej polityków prowadzić do represji podobnych do stosowanych w Tybetańskim Regionie Autonomicznym.
W lipcu hongkońska policja doprowadziła do faktycznego zakończenia przez partię działalności w oparciu o rozporządzenie o zakazie działania organizacji, które stanowią bezpośrednie zagrożenie dla bezpieczeństwa narodowego, zaś 24 września 2018 roku partia została formalnie zdelegalizowana przez sekretarza do spraw bezpieczeństwa Hongkongu ze względu na zagrożenie dla bezpieczeństwa narodowego jako pierwsza partia w historii autonomii. Partii zarzucono szerzenie nienawiści do Chińczyków oraz wzywanie do zbrojnej rewolucji.